# Øresundsmotorvejen
Autostrada M3 odcinek (duń. Øresundsmotorvejen) - autostrada biegnąca ze wschodu na południowy zachód od granicy za Szwecją do węzła København-Centrum gdzie przechodzi w autostradę M3.
Autostrada oznakowana jest jako E20.

## Odcinki międzynarodowe
Droga na całej długości jest częścią trasy europejskiej E20.